# 福岡県道456号金田夏吉伊田線
福岡県道456号金田夏吉伊田線（ふくおかけんどう456ごう かなだなつよしいだせん）は、福岡県田川郡福智町から田川市に至る一般県道である。

## 概要
田川郡福智町弁城から田川市大字伊田に至る。
金田地区が起点のような表記だが、実際は田川郡福智町赤池地区の赤池橋と交差する福岡県道62号北九州小竹線の弁城地区であり、金田地区は数km先に行った宝見橋交点付近からとなる。
近年ではスーパーセンタートライアルの開業や、赤池工業団地の発展に伴い、大型貨物自動車の通行が目立つようになった｡本道は新道と旧道が存在し､そのまま旧道を直進すれば国道201号にも接続しているため、本道を利用して北九州市・行橋市・福岡市方面へ走行していく車が目立つ。
田川郡福智町赤池の赤池橋から右折し、ほぼ彦山川沿いに道路は延びている。方城伊方大橋を過ぎると対岸に福岡県道22号田川直方線が真っすぐ延びている。しかしこの福岡県道22号田川直方線現道は、同町敷島地区から旧金田町中心部間の道幅が非常に狭い事に加え、福智町立金田義務教育学校の開校に伴い、沿線道路が通学路に指定されたため、ダンプカー以外の大型貨物自動車は、上下線ともこの間の通行を避けている。従って方城伊方大橋から旧赤池町上野間は、大型貨物自動車の通行がかなり増えた区間と言える。
田川市との境目付近で左折し、福岡県道22号田川直方線直方バイパスと交差し、国道201号とも交差すると、セメント関係の工場が林立する。東町交点で国道322号と交差し、平成筑豊鉄道田川線上伊田駅踏切を通過する。
最終的に、福岡県道453号庄伊田線交点の鎮西中学校交差点で終点となる。

### 路線データ
- 起点：田川郡福智町弁城（福岡県道62号北九州小竹線交点）
- 終点：田川市大字伊田（鎮西中学校交差点、福岡県道453号庄伊田線交点）

## 路線状況

### 重複区間
- 福岡県道22号田川直方線（田川市大字糒（ほしい））
- 福岡県道405号香春糸田線（田川市大字糒 - 田川市大字夏吉・夏吉橋交差点）

### 道路施設

#### 橋梁
- 善角橋（弁城川、田川郡福智町）
- 新伊方橋（伊方川、田川郡福智町）
- 夏吉橋（金辺川、田川市）
- 立石橋（金辺川、田川市）
- 経塚橋（彦山川、田川市）

別線
- 方城伊方大橋（彦山川、田川郡福智町）
- 小出橋（伊方川、田川郡福智町）
- またい橋（金辺川、田川郡福智町 - 田川市）

## 地理

### 通過する自治体
- 田川郡福智町
- 田川市

### 交差する道路
| 交差する道路                                                             | 市町村名 | 市町村名 | 交差する場所     | 交差する場所            |
| ------------------------------------------------------------------------ | -------- | -------- | ---------------- | ----------------------- |
| 福岡県道62号北九州小竹線                                                 | 田川郡   | 福智町   | 弁城             | 起点                    |
| 福岡県道407号方城金田線                                                  | 田川郡   | 福智町   | 金田             | 宝見橋交差点            |
| 福岡県道22号田川直方線 福岡県道420号金田糸田田川線                       | 田川郡   | 福智町   | 金田             | 敷島交差点              |
| 福岡県道456号金田夏吉伊田線 / 別線                                       | 田川郡   | 福智町   | 伊方             | 方城伊方大橋交差点      |
| 福岡県道22号田川直方線 重複区間起点 福岡県道405号香春糸田線 重複区間起点 | 田川市   | 田川市   | 大字糒（ほしい） |                         |
| 福岡県道22号田川直方線 重複区間終点                                      | 田川市   | 田川市   | 大字糒           |                         |
| 福岡県道22号田川直方線 / 田川直方バイパス                                | 田川市   | 田川市   | 大字夏吉         | 吉田橋北交差点          |
| 福岡県道22号田川直方線 / 田川直方バイパス                                | 田川市   | 田川市   | 大字夏吉         | 交差点名なし            |
| 福岡県道419号夏吉直方線                                                  | 田川市   | 田川市   | 大字夏吉         | 夏吉駐在所交差点        |
| 福岡県道405号香春糸田線 重複区間終点 福岡県道456号金田夏吉伊田線 / 新道  | 田川市   | 田川市   | 大字夏吉         | 夏吉橋交差点            |
| 国道201号                                                                | 田川市   | 田川市   | 大字夏吉         | 夏吉橋交差点            |
| 国道322号                                                                | 田川市   | 田川市   | 大字夏吉         | 東町交差点              |
| 福岡県道204号田川犀川線                                                  | 田川市   | 田川市   | 大字伊田         |                         |
| 福岡県道455号今任原伊田線                                                | 田川市   | 田川市   | 大字伊田         | 経塚橋交差点            |
| 福岡県道453号庄伊田線                                                    | 田川市   | 田川市   | 大字伊田         | 鎮西中学校交差点 / 終点 |

### 交差する鉄道
- 日田彦山線
- 平成筑豊鉄道田川線

### 沿線
- 九州クボタ方城営業所
- 宝見神社
- 福智町役場伊方浄水場
- 福智町立伊方小学校
- 福智町立方城中学校
- 福専寺（旧道沿い）
- 日本郵政夏吉簡易郵便局
- JA田川市金川ライスセンター
- 東町工業団地
- 平成筑豊鉄道田川線 上伊田駅
- 彦山川
- 田川市立鎮西中学校